# دزدان دریایی مالزی
دزدان دریایی مالزی (Pirates of Malaysia) یک فیلم شمشیربه‌دستان محصول ۱۹۶۴ به کارگردانی اومبرتو لنتسی و با بازی استیو ریوز در نقش ساندوکان دزدان دریایی است.